# 費爾南多·聖埃米迪里奧
費爾南多·聖埃米迪里奧（西班牙語：Fernando San Emeterio，1984年1月1日—），西班牙籃球運動員。他現在效力於西班牙籃球聯賽球隊瓦倫西亞。他也代表西班牙國家籃球隊參賽。